# بونیفاس پنجم
پاپ بونیفاس پنجم (به انگلیسی: Pope Boniface V) یکی از پاپ‌های کلیسای کاتولیک رم بود که در ناپل به دنیا آمد و بین سال‌های ۶۱۹ تا ۶۲۵ میلادی پاپ بود.